# Velký Borek
Velký Borek je obec v okres Mělník, tři kilometry východně od centra města Mělníka v tzv. Mělnickém úvalu. K Velkému Borku patří ještě dvě části: Mělnická Vrutice a Skuhrov. V obci žije přibližně 1 200 obyvatel. Obcí protéká potok Pšovka.

## Historie
Vznik vsi (tehdy Borku) lze doložit do 13. století. Obec patřila spolu s dalšími vesnicemi mělnické kapitule při kostele sv. Petra. Potvrzuje to listina biskupa Řehoře z 18. dubna 1301. Po husitských válkách Borek zřejmě přešel do vlastnictví mělnického hradu. Krutý osud potkal obec po třicetileté válce. Opuštěná vesnice byla zpustošena, pole, vinice a louky zarostly plevelem a křovinami. Pomalu a těžce se dařilo obec oživit.
Těžký život vedli borečtí vesničané v letech první světové války, v níž položila život řada mužů z Velkého Borku. V poválečných letech bylo v obci vybudováno mnoho prospěšných zařízení trvalé hodnoty: poštovní úřad, obecní vodovod, prodejny potravin ve Velkém Borku a Mělnické Vrutici, v roce 1987 byla otevřena nová mateřská škola. V roce 1992 byla dokončena výstavba zastávky na trati ČSD ve Velkém Borku.
Mezi pamětihodnosti Velkého Borku patří hlavně menší pomníky různých událostí. Například přímo v srdci obce stojí pomník za padlé v první světové válce, dále je to malá zvonička ve Skuhrově věnována také padlým mužům. Snad největší památka ve Velkém Borku je socha sv. Jana Nepomuckého stojící přímo u odbočky do vesnice.

### O původu názvu obce
Název obcí Borek, s přívlastkem i bez přívlastku, je poměrně častý. Ukazuje na místo pokryté borovým lesem, nebo k němu přiléhající. Ještě před sto padesáti lety byl východně od Velkého Borku, u Přeplatilova, lesík – remízek. Dnes jsou borové lesy necelé dva kilometry severovýchodně od obce.

### Územněsprávní začlenění
Dějiny územněsprávního začleňování zahrnují období od roku 1850 do současnosti. V chronologickém přehledu je uvedena územně administrativní příslušnost obce v roce, kdy ke změně došlo:
- 1850 země česká, kraj Praha, politický i soudní okres Mělník[4]
- 1855 země česká, kraj Praha, soudní okres Mělník
- 1868 země česká, kraj Praha, politický i soudní okres Mělník
- 1939 země česká, Oberlandrat Mělník, politický i soudní okres Mělník[5]
- 1942 země česká, Oberlandrat Praha, politický i soudní okres Mělník[6]
- 1945 země česká, správní i soudní okres Mělník[7]
- 1949 Pražský kraj, okres Mělník[8]
- 1960 Středočeský kraj, okres Mělník
- 2003 Středočeský kraj, okres Mělník, obec s rozšířenou působností Mělník

### Rok 1932
V obci Velký Borek (přísl. Přeplatilov, 700 obyvatel) byly v roce 1932 evidovány tyto živnosti a obchody: výroba cementového zboží, obchod s dobytkem, družstvo pro rozvod elektrické energie ve Velkém Borku, holič, 3 hostince, kolář, 2 kovář, krejčí, obchod s umělými květinami, 2 pekaři, rolník, 3 řezníci, síťař, 6 obchodů se smíšeným zbožím, Raiffeisenova záložna pro Borek Velký, Spořitelní a záložní spolek pro Velký Borek, školka, švadlena, trafika, 2 truhláři.
V obci Mělnická Vrutice (276 obyvatel, samostatná obec se později stala součástí Velkého Borku) byly v roce 1932 evidovány tyto živnosti a obchody: obchod s dobytkem, 2 hostince, kolář, košíkář, kovář, krejčí, půjčovna mlátiček, mlýn, obchod s ovocem, 2 pojišťovací jednatelství, pekař, pokrývač, rašeliniště, 2 rolníci, řezník, 2 obchody se smíšeným zbožím, stavební hmoty, švadlena, trafika, obchod s uhlím, včelařství.
V obci Skuhrov (236 obyvatel, samostatná obec se později stala součástí Velkého Borku) byly v roce 1932 evidovány tyto živnosti a obchody: nákladní autodoprava, továrna na dřevovinu, hostinec, továrna na lepenku, mlýn, obuvník, 2 obchody se smíšeným zbožím, trafika, truhlář.

## Přírodní poměry
Do katastrálního území Velký Borek zasahují národní přírodní památka Polabská černava a přírodní památka Dolní Pšovka.

## Doprava
- Pozemní komunikace – Do obce vedou silnice III. třídy.
- Železnice – Obec Velký Borek leží na železniční trati 076 Mladá Boleslav - Mšeno - Mělník. Jedná se o jednokolejnou regionální trať, doprava byla v tomto úseku trati zahájena roku 1897. Na území obce leží železniční zastávky Velký Borek a Mělnické Vtelno.
- Autobusová doprava (2012) – V obci měly zastávky autobusové linky jedoucí do těchto cílů: Liběchov, Mělnické Vtelno, Mělník, Mladá Boleslav, Mšeno, Roudnice nad Labem, Všetaty.
- Železniční doprava (2012) – Přepravní zatížení tratě 076 mezi Mělníkem a Mšenem činilo denně 6 osobních vlaků.
- Cyklistika – Územím obce vedou cyklotrasy č. 8162 Kly – Jelenice – Košátky – Konětopy – Křenek a č. 8171 – Mělník – Velký Borek – Jelenice.
- Pěší turistika – Územím obce vede zeleně značená turistická trasa Záboří – Vavřineč – Mělnická Vrutice – Chloumek – Mělník.